# Kulmerland

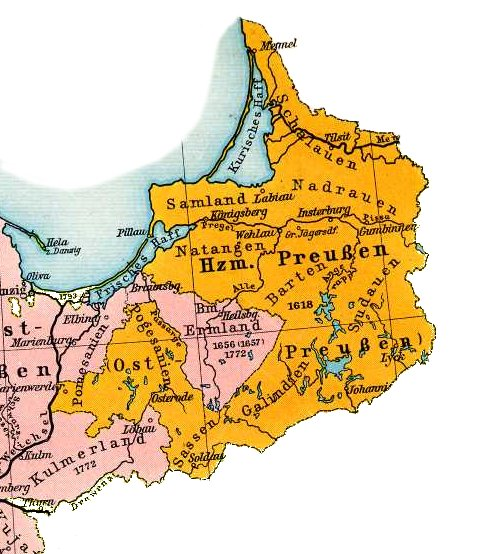
Oost-Pruisen en het Kulmerland in 1648

Ligging van het gebied in het moderne Polen

Het Kulmerland of Kulmer Land (ook met C-; Pools: ziemia chełmińska) is een historische regio in Polen, gelegen tussen de rivieren Wisła, Drwęca en Osa.

## Geografie
Het Kulmerland grenst in het westen aan de historische regio Pommerellen, in het noorden aan Pomesanië en Pogesanië, in het oosten aan Sassen en in het zuiden aan Koejavië. Het is genoemd naar de stad Chełmno (Duits: Kulm) en omvat voorts de steden Toruń (Thorn), Grudziądz (Graudenz) en Chełmża (Kulmsee).

## Geschiedenis
Hertog Koenraad van Mazovië kende het Kulmerland, dat invallen van de Pruisen te verduren had, in 1225 toe aan de Duitse Orde in ruil voor verovering van het gebied om te fungeren als buffer. Na de verovering stichtte de legaat Willem van Modena in 1245 het bisdom Kulmerland, met zetel in Kulmsee, waar bisschop Heidenreich in 1251 met de bouw van een dom begon. Rond burchten van de Orde ontstonden in de jaren 1230 steden als Kulm en Thorn, die met het zogenaamde Kulmer recht zelfbestuur ontvingen.
De Duitse Orde verloor het Kulmerland met Pommerellen in de Tweede Vrede van Thorn (1466) aan Polen, waarna het met Ermland een deel van Koninklijk Pruisen werd. In de zestiende eeuw schoot, ondanks tegenmaatregelen van bisschoppen als Stanislaus Hosius, het protestantisme wortel in de regio, met name het lutheranisme onder de Duitstalige burgerijen van de steden. Na 1570 werd de Contrareformatie doorgevoerd en alleen de sterkste steden, met name Toruń (Thorn) en Grudziądz (Graudenz), wisten hun protestantse en Duitse karakter deels te handhaven. Langs de Weichsel vestigden zich in de 17de en 18de eeuw in de zogenaamde 'Holländereien' (Oledrzy) Mennonieten. 
Het Kulmerland kwam met de Eerste Poolse Deling (1772) aan Pruisen, waar het sinds 1773 een deel van de provincie West-Pruisen vormde. Na de Vrede van Tilsit (1807) werd de regio enkele jaren deel van het Hertogdom Warschau, maar het Congres van Wenen kende het in 1815 weer aan Pruisen toe. Daarna nam het Duitse bevolkingsaandeel sterk toe tot bijna de helft van de bevolking. Als deel van dit land behoorde het sinds 1871 tot het Duitse Keizerrijk. Conform het Verdrag van Versailles kwam het gebied in 1920 aan de toen herstelde staat Polen. Duitsland bezette het Kulmerland en overigens ook de rest van West-Pruisen tussen 1939 en 1945, waarna het wederom Pools werd, en de Duitse bevolking voor zover niet gevlucht, werd verdreven. Het ligt thans in het woiwodschap Koejavië-Pommeren en voor een gedeelte in het Woiwodschap Ermland-Mazurië.
Barten · Ermland · Galindië · Kulmerland · Nadrauen · Natangen · Pogesanië · Pomesanië · Samland · Sassen · Schalauen · Sudauen